# Festival fotografie

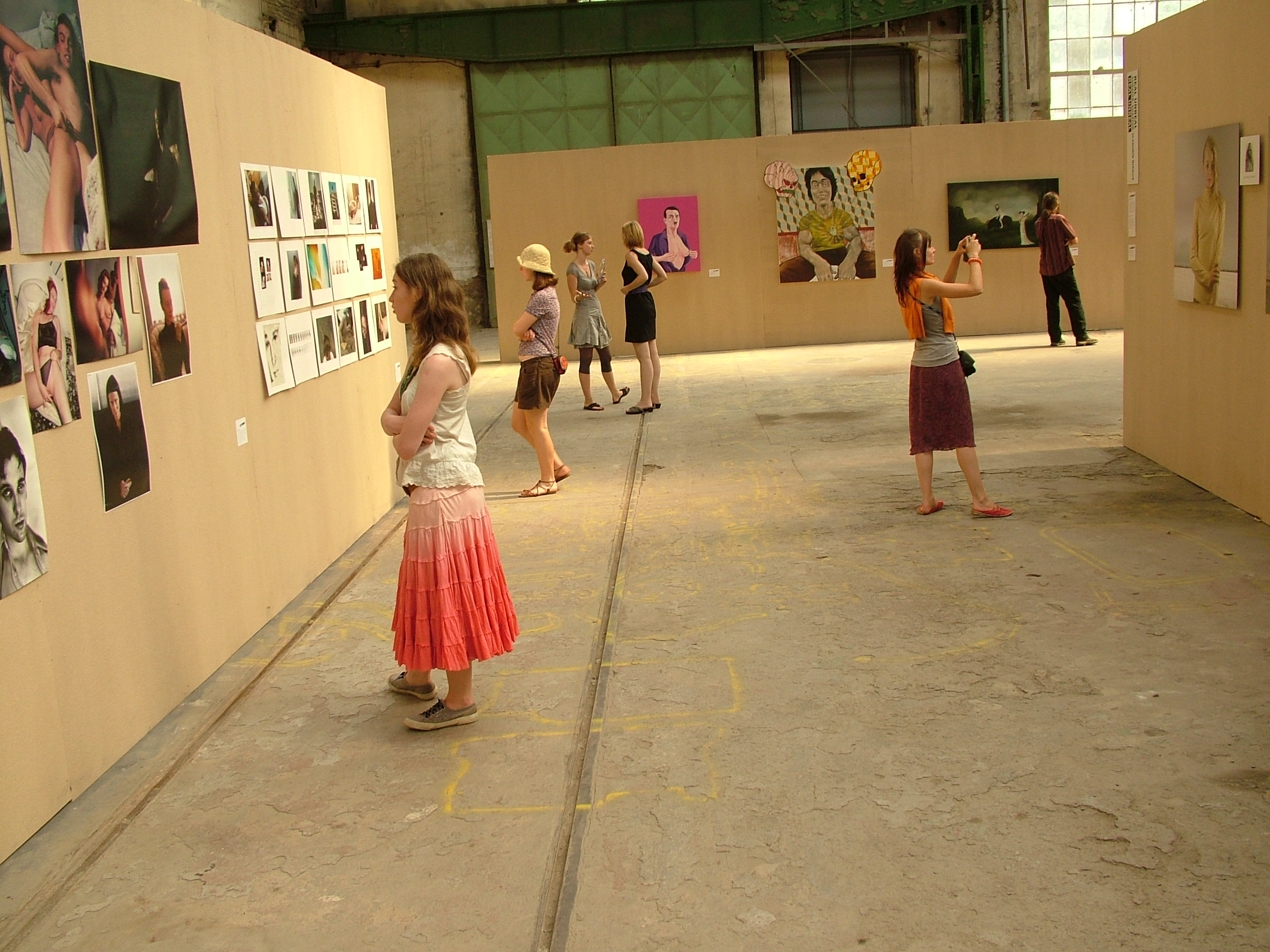
Výstava Prague Biennale Photo 2009 v Karlínské hale

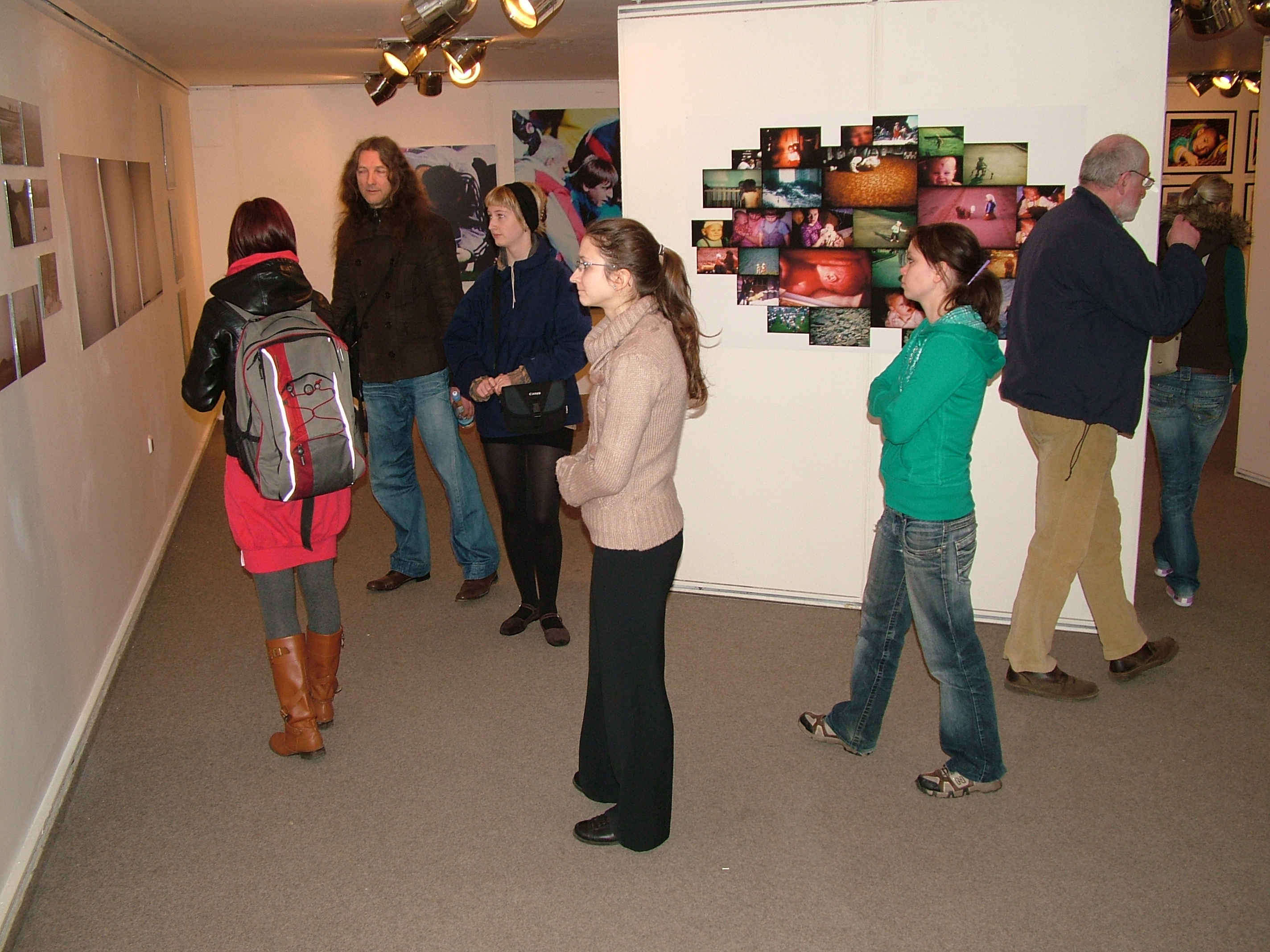
Návštěvníci na Prague Photo v pražské výstavní síni Mánes, 2010

Festival fotografie je umělecká akce odehrávající se během jednoho či více dní, během nichž se koná řada výstav fotografů na různých místech ve stejném městě nebo regionu, v muzeích, galeriích, nebo na místech a v prostorech neobvyklých jako jsou například kostely, staré továrny, nebo venku. Některé prostory jsou otevřeny pro veřejnost pouze v průběhu festivalu. Kromě výstav se během akce konají tematické přednášky, diskuse, dílny nebo workshopy. Kromě toho festivaly mohou nabídnout i další doprovodné akce jako večerní projekce, semináře, autogramiády, debaty s odborníky, kritiky a fotografy o jejich práci a vystavených dílech. Večerní projekce fotografií mohou být doplněné koncertem nebo performancí.
Festivaly fotografie jsou obvykle organizovány na pevně stanovenou dobu (obvykle ročně) a obecně mají stanovený harmonogram.

## Některé důležité festivaly

### České země
- Funkeho Kolín
- Prague Biennale Photo
- Prague Photo
- Digiforum
- Fotograf Festival
- Fotofestival Moravská Třebová

### Slovensko
- Měsíc fotografie Bratislava

### Zahraničí
- Měsíc fotografie (Mois de la Photo), Paříž
- Rencontres d'Arles, Arles
- Festival Européen de la Photo de Nu, Arles
- Photoquai, Paříž
- Festival international de la photo animalière et de nature Montier-en-Der, Francie

- Visa pour l'image, Perpignan
- Transphotographiques, Lille
- Photokina, Kolín nad Rýnem

- Interfoto, Moskva
- Month of Photography Asia, Singapur